# Rozwój mozaikowy
Rozwój mozaikowy – rozwój komórki regulowany wyłącznie przez determinanty cytoplazmatyczne, czyli cząsteczki znajdujące się w cytoplazmie i uczestniczące w determinacji jej przeznaczenia. W tym rozwoju los każdej komórki zależy od jej pochodzenia i nie ma znaczenia jej pozycja w zarodku w stosunku do innych komórek. Każda komórka w takim rozwoju podlega specyfikacji autonomicznej i jeżeli zostanie wyizolowana z zarodka, powinna w hodowli rozwinąć się w tę część zarodka, którą tworzy w prawidłowym rozwoju. Reszta zarodka powinna się rozwijać, ale powininna mieć ubytki tych struktur, które normalnie tworzy wyizolowana komórka. Mechanizmy mozaikowe występują u wielu zwierząt we wczesnym rozwoju.